# Sewerynka (województwo mazowieckie)
Sewerynka – wieś w Polsce położona w województwie mazowieckim, w powiecie wyszkowskim, w gminie Długosiodło.

## Historia
W latach 1921–1931 wieś leżała w województwie białostockim, w powiecie ostrowskim, w gminie Długosiodło.
Według Powszechnego Spisu Ludności z 1921 roku wieś zamieszkiwało 15 osób, 8 było wyznania rzymskokatolickiego a 7 mojżeszowego. Jednocześnie wszyscy mieszkańcy zadeklarowali polską przynależność narodową. Były tu 3 budynki mieszkalne. Miejscowość należała do parafii rzymskokatolickiej w Długosiodle. Podlegała pod Sąd Grodzki w Ostrowie i Okręgowy w Łomży; właściwy urząd pocztowy mieścił się w Długosiodle.
W wyniku agresji III Rzeszy na Polskę we wrześniu 1939 wieś znalazła się pod okupacją niemiecką i do wyzwolenia weszła w skład Landkreis Ostenburg Regierungsbezirk Zichenau (rejencja ciechanowska).
W latach 1975–1998 miejscowość należała administracyjnie do województwa ostrołęckiego.